# Delio
El Delio (també escrit en italià D'Elio o lagh Dei en llombard occidental) és un llac de la província de Varese (Llombardia, Itàlia), situat a 930 metres sobre el nivell del mar, amb una superfície de 4,85 km². Serveix de dipòsit superior a la central hidroelèctrica Roncovalgrande. És pròxim al llac Maggiore, és petit i està a menys de 3 quilòmetres del límit amb Suïssa.

## Morfologia
El llac Derio es va formar per l'excavació que va originar el moviment d'una antiga glacera. A la seva forma actual han contribuït la intervenció humana amb la successiva construcció de dos dics de contenció per a poder posar en funcionament una central hidroelèctrica. La vista del llac està dominada pel Mont Borgna (1158 m) el cim alpí més proper. El llac està equidistant (a uns 10 km) del municipi de Maccagno con Pino e Veddasca i la frontera italo-suïssa. És accessible des de Maccagno per la carretera provincial nº 5.

## Història
En el proper districte de Pino es van trobar restes d'antics pobladors celtes.
Hi ha una llegenda que explica el nom del llac: Sant Silvestre estava viatjant per la zona difonent l'evangeli cristià i es va assabentar que el llac es deia així perquè es venerava un déu anomenat Elio, el qual tenia un temple al Mont Borgna. La gent se'l miraven amb desconfiança i deien que els portaria mala sort. Només un pastor el va tractar bé i li va donar refugi de la resta de ciutadans que el perseguien, però llavors va haver una esllavissada des de la muntanya i va sorgir una gran massa d'aigua, fent-se el llac tan gran com és ara, la sobtada crescuda d'aigua els va separar i salvar dels fanàtics enrabiats.
Més endavant es diu que l'emperador Otó després d'haver-se salvat de morir ofegat al llac Verbano a causa d'un temporal, va ser acollit per passar la nit a la casa d'uns pagesos que vivien a Maccagno qui, en agraïment va donar al lloc el títol de "curtis imperialis" i va donar les terres en concessió feudatària al comte Mandelli. El 1692 Carles Borromeo, marquès d'Angera, va adquirir el féu a Gian Battista Mandelli. El féu va desaparèixer el 1798, en temps del marquès Giberto Borromeo, amb la supressió de tots els feus imperials. El 1815 els austríacs van reclamar els antics territoris de la llombardia, incloent la zona del llac Delio i així va continuar fins uns anys abans de la unificació italiana.
Una primera presa es va construir el 1911. Sobre la base d'aquestes obres, es van fer en els anys seixanta dues noves represes que van elevar encara més el nivell del llac. El dipòsit així creat s'utilitza per a la producció d'electricitat a través de l'empresa hidroelèctrica Roncovalgrande.
Administrativament pertany al municipi de Maccagno con Pino e Veddasca però està tocant al de Tronzano Lago Maggiore.

## Flora
A prop del llac hi ha un bosc format principalment per faigs i bedolls. Des del llac hi ha camins per excursionistes que s'endinsen en aquest bosc.